# Witramowo
Witramowo – wieś w Polsce położona w województwie warmińsko-mazurskim, w powiecie olsztyńskim, w gminie Olsztynek.
W latach 1975–1998 miejscowość administracyjnie należała do województwa olsztyńskiego. W latach 1973–77 w gminie Szkotowo.

## Historia
W czasach krzyżackich wieś pojawia się w dokumentach w roku 1353, podlegała pod komturię w Olsztynku, były to dobra rycerskie o powierzchni 40 włók.

## Zabytki

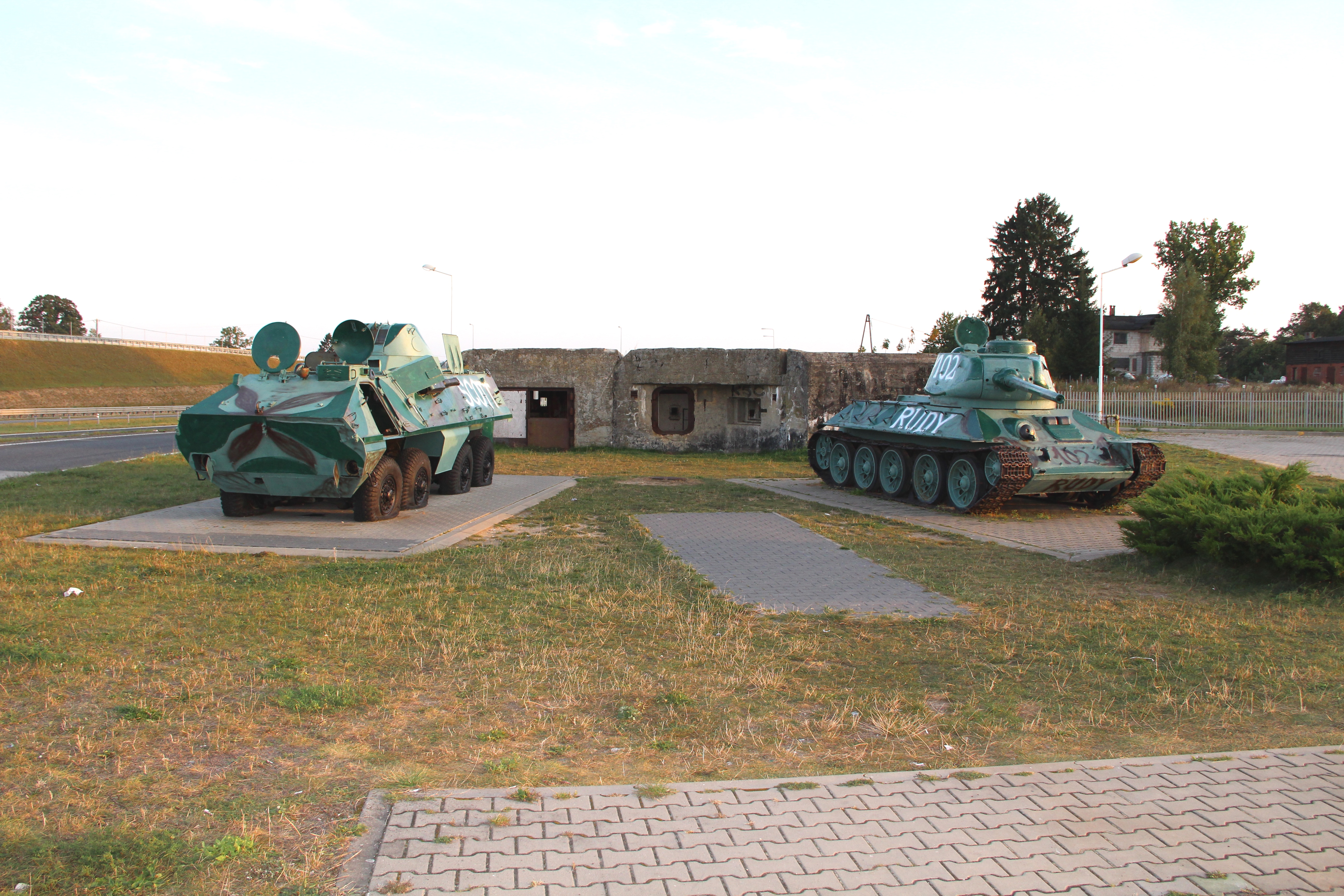
Schron bojowy SP-96, na pierwszym planie widoczny transporter opancerzony SKOT oraz czołg T-34

W Witramowie znajduje się schron bojowy SP-96, który jest częścią umocnień tzw. Pozycji Olsztyneckiej - linii obronnej broniącej Prus Wschodnich od południa. W skład fortyfikacji, wybudowanej przez Niemców w latach poprzedzających wybuch II wojny światowej, wchodzi ponad 100 schronów. Bunkier w Witramowie jest jednym z najlepiej zachowanych poniemieckich bunkrów w kraju i jest otoczony opieką wojewódzkiego konserwatora zabytków. Ponieważ znajdował się na trasie budowanej drogi eksperesowej S7 bunkier został wykopany i w całości, w stanie nienaruszonym, przeniesiony na odległość 50 metrów od drogi.